# Küküllővár

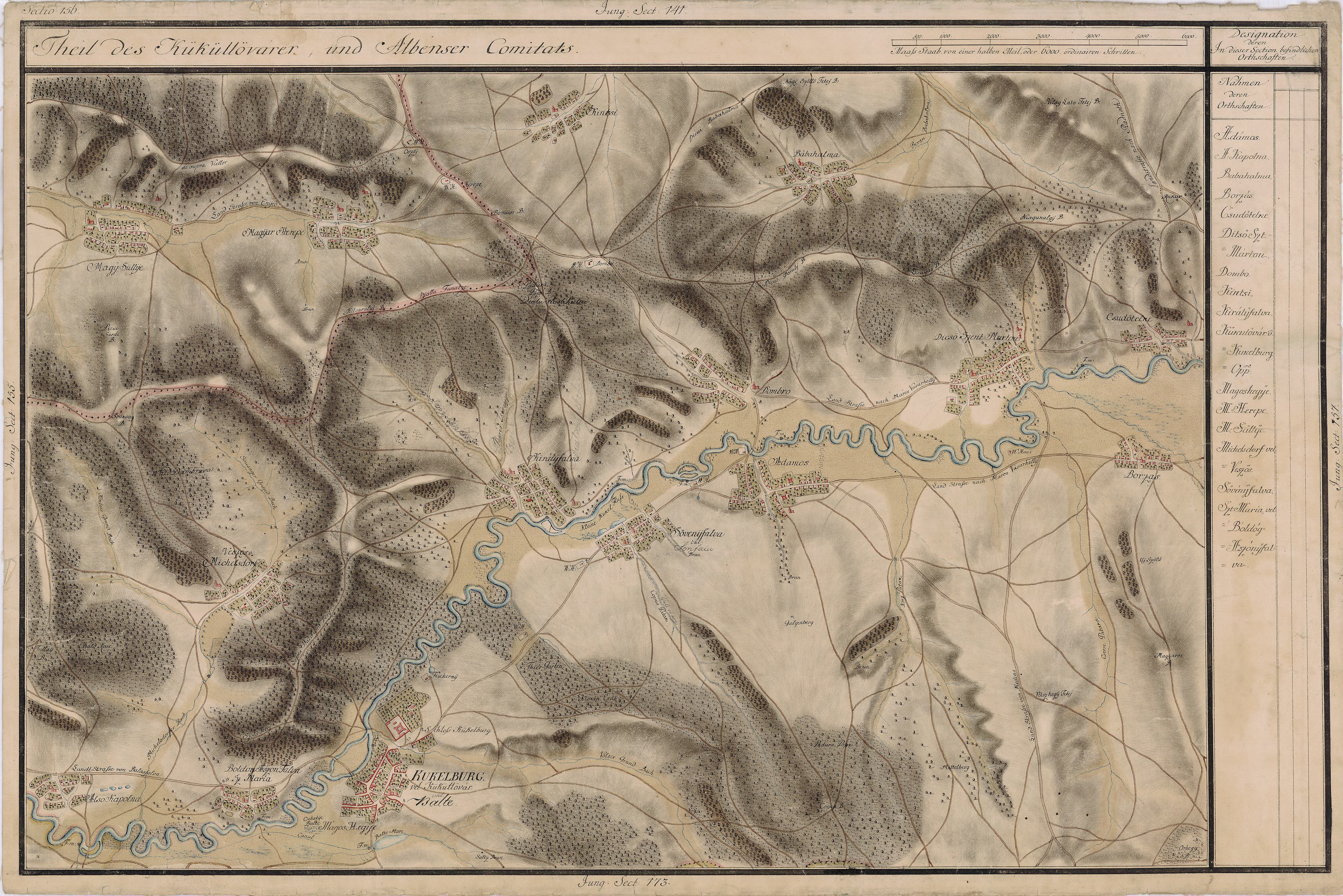
Küküllővár környéke 1769–1773 között

Küküllővár (románul Cetatea de Baltă, németül Kokelburg, szászul Kakelbrich) falu Romániában Fehér megyében, Küküllővár község központja. Az egykori Kis-Küküllő vármegye székhelye.

## Fekvése
Balázsfalvától 24 km-re északkeletre a Kis-Küküllő bal partján fekszik.

## Története
Küküllő(vár) (Cuculiense Castrum, Kümelburg) Árpád-kori település. Nevét 1177-ben említette először oklevél Cuculiensis castri néven.
A községgel szemben, a Küküllő túlsó partján 1912-ben ideiglenes római táborhely nyomait tárták fel. 1197-ben szintén Cuculiensis castri néven említik.
Vára a 11. század óta a vármegye székhelye, első egyháza pedig a küküllei esperesség központja volt.
1241 tavaszán a tatárok Küküllővárat is elpusztították. A pusztítás mértékére jellemző, hogy állítólag ekkor 30 000 idemenekült embert öltek meg itt.
Eredeti 13. századi vára a Küküllő partján volt, 1319-ben említik, mint az erdélyi vajdához tartozó királyi várat. A vár sáncai még láthatók.
Hunyadi Mátyás a várat Csicsó várával együtt ajándékba adta Moldva fejedelmének. Mai kései reneszánsz formájú vára a 16. században épült, 1570 és 1580 közt átépítették. I. Apafi Mihály sokat tartózkodott itt.
A vár utolsó moldvai hűbérura Petru Rares vajda volt, kitől János király elvette, mert átpártolt I. Ferdinánd királyhoz.
János király a várat több uradalommal együtt feleségének, Izabella királynénak adta jegyajándékul. Később a vár az erdélyi fejedelmek birtokába került és az övék maradt Apafi Mihály idejéig, majd a királyi kincstárra szállt, majd a kincstártól 1764-ben a Bethlen család kapta meg.
1764-ben gr. Bethlen Miklós átalakíttatta, csúcsos tetőket húzatott rá és lépcsőházat építtetett elé.
1849. január 16-án Bem veri meg itt a császáriakat, akik Nagyszebenig hátrálnak.
1910-ben 1767, többségben román lakosa volt, jelentős magyar és cigány kisebbséggel. A trianoni békeszerződésig Kis-Küküllő vármegye Dicsőszentmártoni járásához tartozott.
1992-ben társközségeivel együtt 3423 lakosából 1979 román, 671 cigány, 668 magyar és 668 német volt.

## Látnivalók
- Bethlen–Haller-kastély
- Református temploma 13. századi, 1417 körül bővítették.

## Képgaléria
- Képgaléria Küküllővárról a www.erdely-szep.hu honlapon

## Híres emberek
- Itt született 1820-ban Miske Imre politikus, Moson vármegye főispánja.
- Itt született 1928-ban Könczei Ádám néprajzkutató.